# 樊道远
樊道远（1919年—2000年9月），河南镇平人，1938年加入中共，1942年后曾在延安中央党校学习。1979年任郑州大学第2任校长（1979年7月—1983年4月）、党委书记（1982年7月—1985年12月），后任河南省顾问委员会委员。

## 简历
历任河南日报社副总编辑、郑州大学党委副书记、河南省出版局副局长，焦作矿业学院党委书记。
2000年9月，在鄭州市病逝。